# 13116 Гортензія
13116 Гортензія (13116 Hortensia) — астероїд головного поясу, відкритий 9 жовтня 1993 року.
Тіссеранів параметр щодо Юпітера — 3,229.